# Vernejas
Vernejes (en francès Verneiges) és una comuna (municipi) de França, a la regió de la Nova Aquitània, departament de la Cruesa.
La seva població al cens de 1999 era de 86 habitants. Està integrada a la Communauté de communes d'Évaux-les-Bains et de Chambon-sur-Voueize.

## Administració
| Període | Identitat        | Partit |
| ------- | ---------------- | ------ |
| 2001-   | Gilles Chassagne |        |